# Sedlice (ort i Tjeckien, Södra Böhmen, Okres Český Krumlov)
Sedlice är en ort i Tjeckien.   Den ligger i distriktet Okres Český Krumlov och regionen Södra Böhmen, i den södra delen av landet, 150 km söder om huvudstaden Prag. Sedlice ligger 656 meter över havet och antalet invånare är 1 220.
Terrängen runt Sedlice är kuperad åt sydväst, men åt nordost är den platt. Runt Sedlice är det ganska glesbefolkat, med 32 invånare per kvadratkilometer. Närmaste större samhälle är Český Krumlov, 6,9 km nordväst om Sedlice. I omgivningarna runt Sedlice växer i huvudsak blandskog.